# نادي ميوندالن
نادي ميوندالن (بالنرويجية: Mjøndalen IF) هو نادي كرة قدم في النرويج تأسس في 22 أغسطس 1910 يقع في ميوندالن، بوسكرود. يلعب في الدوري النرويجي الدرجة الأولى. يدربه فيغارد هانسن.

## روابط خارجية
- الموقع الرسمي